# Philae (sondă de aterizare)

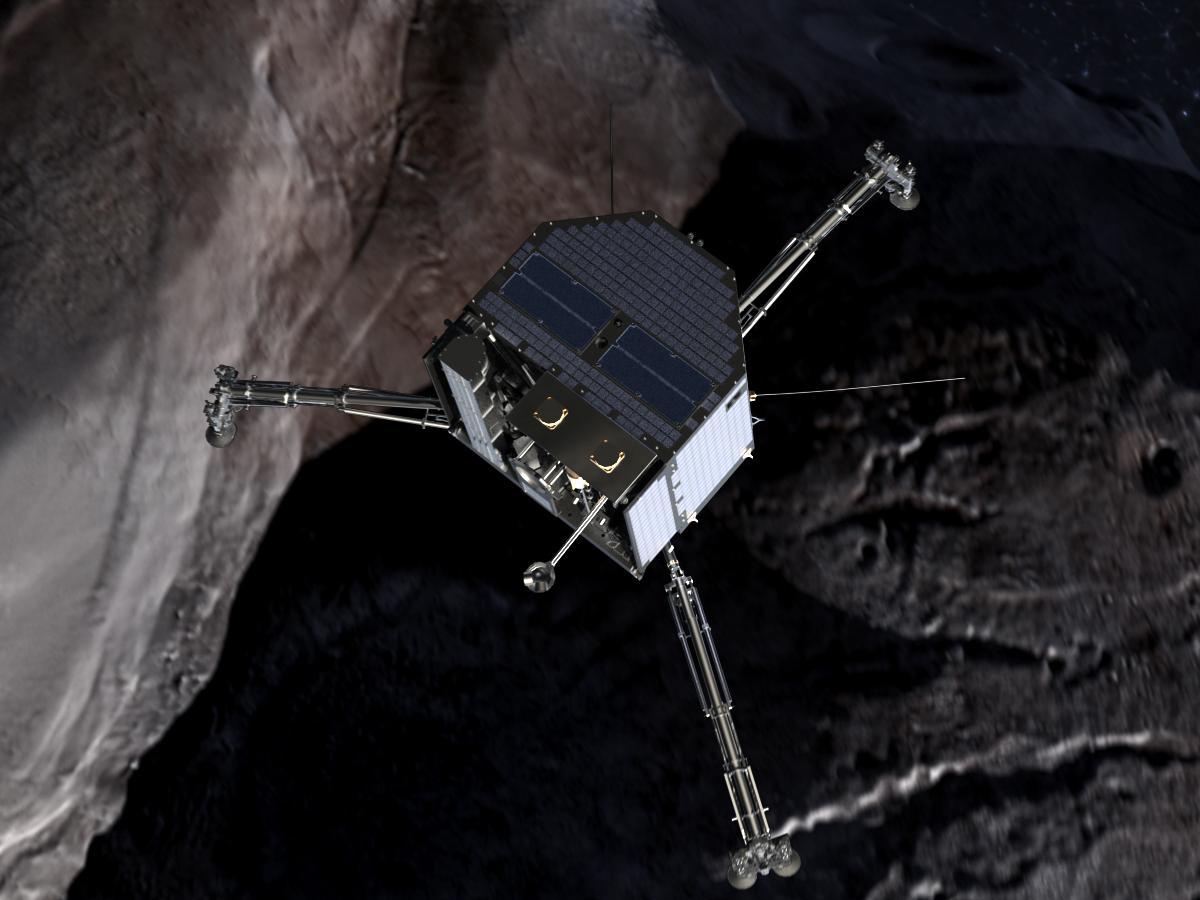
Philae aterizează pe suprafața cometei (în imagininația autorului)

Philae este o sondă de aterizare (în engleză lander) a Agenției Spațiale Europene, care însoțește sonda spațială Rosetta. Acest robot a fost conceput pentru a ateriza pe cometa 67P/Ciuriumov-Gherasimenko la scurt timp după sosirea sa, care a avut loc la 6 august 2014. Robotul aterizor Philae va fi primul obiect controlat care va ateriza pe nucleul unei comete. Instrumentele sale vor obține primele imagini de la suprafața unei comete și vor face prima analiză a componenței și structurii solului cometei. 
- La 12 noiembrie 2014, minilaboratorul „Philae” s-a desprins de pe „Rosetta” și s-a așezat pe cometa 67P/Ciuriumov-Gherasimenko, exact în locul stabilit.[6] La asolizare au apărut probleme. Cometa fiind mică, are o gravitație mică. De aceea, pentru a putea lansa harpoanele de fixare de suprafață, ar fi trebuit să pornească un motor-rachetă care să preseze laboratorul pe sol. Acesta nu a funcționat, așa că „Philae” a ricoșat și a plutit circa 2 ore, la o altitudine probabilă de 2 km, rotindu-se ușor. A asolizat din nou la circa 1 km de locul inițial, dar a ricoșat din nou, plutind circa 7 minute și a asolizat din nou, rămânând pe loc, fără a fi fixat cu harpoanele. În actualul loc de staționare, „Philae” este înconjurat de stânci, astfel că celulele solare primesc lumină numai 1,5 ore pe zi în loc de 6. În felul acesta, dacă ar executa toate experimentele planificate, curentul din baterii s-ar epuiza în 60 de ore și misiunea s-ar termina prematur. În plus, „Philae” s-a răsturnat cu 90°, astfel că numai 2 din cele 3 picioare sunt în contact cu solul, poziție în care este improbabil că va putea recolta probe de sol.[7]

Ca atare, Philae rămâne oprit în modul de siguranță, datorită insuficienței de lumină solară, făcându-l incapabil de a comunica cu Rosetta. Controlorii misiunii speră că energia solară suplimentară ce va cădea pe panourile solare în august 2015 va fi suficientă pentru a reporni sonda.
- La 13 iunie 2015 Philae  s-a trezit din hibernare și și-a reluat contactul cu Centrul European de Operații Spațiale din Darmstadt, la ora 22:28 CEST. [9][10][11][12][13] Comunicarea a durat circa 2 minute și au fost transmise date (în vreo patruzeci de secunde), care au fost recepționate de Rosetta, care survola minilaboratorul la altitudinea de 40 de kilometri.[14] Ultima transmisie de la Philae a fost recepționată pe Pământ la 9 iulie 2015.[15]

## Denumirea minilaboratorului
Lander-ul este numit după insula Philae de pe Nil, unde a fost găsit un obelisc antic care, împreună cu Piatra din Rosetta, a ajutat la descifrarea hieroglifelor egiptene.